# Lubicz (Lubsza)

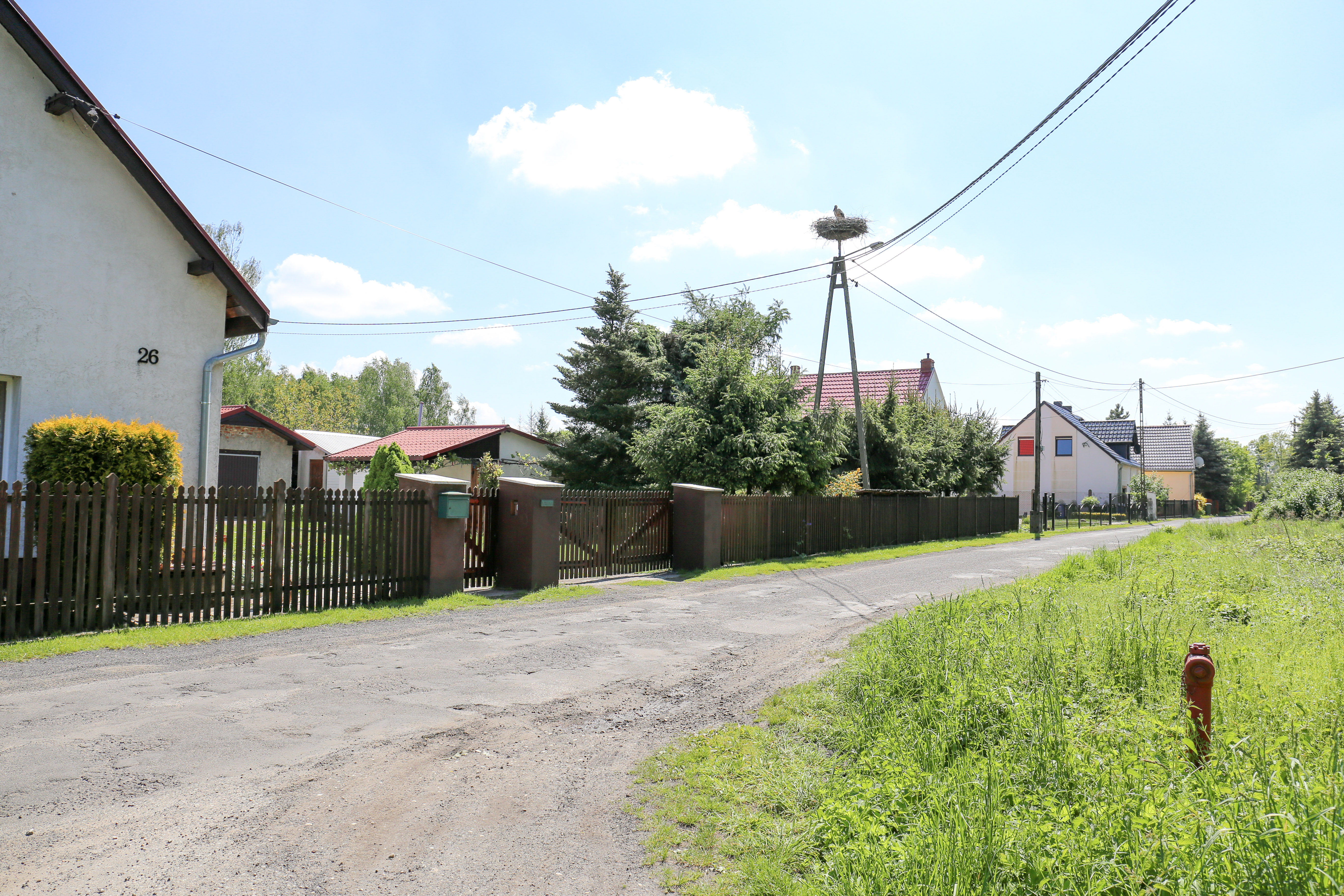
Ortsansicht

Lubicz (deutsch: Neu Leubusch) ist ein Ort in der Landgemeinde Lubscha im Powiat Brzeski der Woiwodschaft Opole in Polen.

## Geographie
Das Straßendorf Lubicz liegt rund vier Kilometer östlich von Lubsza (Leubusch), ca. vier Kilometer nördlich von Brzeg (Brieg) und rund 50 Kilometer nordwestlich von Opole (Oppeln) in der Schlesischen Tiefebene im Landschaftsschutzpark Stobrawski.
Nachbarort von Lubicz ist im Osten Śmiechowice (Moselache).

## Geschichte
Nach dem Ersten Schlesischen Krieg 1742 fiel Neu Leubusch zusammen mit dem größten Teil Schlesiens an Preußen.
Nach der Neugliederung Preußens gehörte die Landgemeinde Neu Leubusch ab 1815 zur Provinz Schlesien und war ab 1816 dem Landkreis Brieg eingegliedert, mit dem es bis 1945 verbunden blieb. 1874 wurde der Amtsbezirk Leubusch gegründet, welcher die Landgemeinden Groß Leubusch, Groß Piastenthal, Klein Leubusch, Klein Piastenthal, Louisenfeld und Neu Leubusch und den Gutsbezirken Brieger Stadtwald, Groß Leubusch und Klein Leubusch umfasste. 1885 zählte der Ort 310 Einwohner.
1933 zählte Neu Leubusch 249, 1939 wiederum 247 Einwohner. Bis 1945 befand sich der Ort im Landkreis Brieg.
Als Folge des Zweiten Weltkriegs fiel Neu Leubusch wie fast ganz Schlesien 1945 an Polen, wurde in Lubicz umbenannt und der Woiwodschaft Breslau angegliedert. Die deutsche Bevölkerung wurde, soweit sie nicht vorher geflohen war, weitgehend vertrieben. Die neu angesiedelten Bewohner waren zum Teil Heimatvertriebene aus Ostpolen. 1950 kam der Ort zur Woiwodschaft Opole. 1999 kam der Ort zum Powiat Brzeski.